# Варсонофий (Курганов)
Епископ Варсонофий (в миру Владимир Афанасьевич Курганов; 1834 или 1836 — 8 (21) января 1904, Вятка) — епископ Русской православной церкви, епископ Глазовский, викарий Вятской епархии.

## Биография
Родился в 1834 или 1836 году в селе Сысерево Городищенского уезда Пензенской губернии в семье священника. Брат церковного историка, византолога Ф. А. Курганова.
Окончил Пензенское духовное училище. В 1856 году окончил Пензенскую духовную семинарию по 2-му разряду.
26 октября 1857 года рукоположения во иерея и около 10 лет служил в родном селе.
Оводовел, после чего поступил в Казанскую духовную академию, которую окончил в 1870 году, и был оставлен при ней помощником инспектора.
В 1872 году удостоен степени кандидата богословия, 1873 году — магистра богословия.
С 1876 года — законоучитель Казанского учительского института.
30 апреля 1887 года возведён в сан протоиерея.
С 3 февраля 1889 года — ректор Орловской духовной семинарии.
27 февраля 1889 года пострижен в монашество с именем Варсонофий. 2 марта возведён в сан архимандрита.
С 25 февраля 1891 года — ректор Казанской духовной семинарии.
21 июня 1892 года хиротонисан во епископа Великоустюжского, викария Вологодской епархии.
10 декабря 1894 года — епископ Глазовский, викарий Вятской епархии, настоятель вятского Успенского монастыря.
С 1903 года — почётный член Казанской духовной академии.
Внёс крупное пожертвование для учреждения стипендии имени Никанора (Бровковича), архиепископа Херсонского и Одесского, бывшего ректора Казанской духовной академии. По мысли жертвователя, на проценты с этого капитала должен был содержаться «один из беднейших студентов духовного звания, отличающийся благонравием и успехами».
Скончался 8 января 1904 года в Вятке от воспаления лёгких.